# Jacob Bjerknes
Jacob Aall Bonnevie Bjerknes, född 2 november 1897 i Stockholm, död 7 juli 1975 i Los Angeles, var en norsk-amerikansk meteorolog. Han var son till den norske meteorologen Vilhelm Bjerknes. 
Bjerknes tog doktorsgraden vid Kristiania universitet 1924. Han arbetade därefter i en grupp ledd av sin far med cykloners utveckling. De undersökte livscykel från födelseprocessen, dess förlopp och upplösning och de införde bland annat begreppet fronter. 
Bjerknes var även meteorologisk rådgivare till Roald Amundsen när denne genomförde sin första överflygning av Arktis i luftskeppet Norge 1926. Han tilldelades Symons Gold Medal 1940 och invaldes som utländsk ledamot av Vetenskapsakademien i Stockholm 1948. År 1960 erhöll Bjerknes erhöll det amerikanska meteorologisamfundets finaste utmärkelse, Carl-Gustaf Rossby-medaljen.